# Municipio de Brownstown (Indiana)
El municipio de Brownstown (en inglés: Brownstown Township) es un municipio ubicado en el condado de Jackson, en el estado estadounidense de Indiana. Según el censo de 2020, tiene una población de 5664 habitantes.

## Geografía
El municipio de Brownstown se encuentra ubicado en las coordenadas 38°53′22″N 86°2′38″O / 38.88944, -86.04389. Según la Oficina del Censo de los Estados Unidos, el municipio tiene una superficie total de 164.7 km², de la cual 162.4 km² corresponden a tierra firme y 2.3 km² es agua.

## Demografía
Según el censo de 2010, había 5552 personas residiendo en el municipio de Brownstown. La densidad de población era de 33,69 hab./km². De los 5552 habitantes, el municipio de Brownstown estaba compuesto por el 98.4% blancos, el 0.11% eran afroamericanos, el 0.16% eran amerindios, el 0.2% eran asiáticos, el 0.09% eran isleños del Pacífico, el 0.43% eran de otras razas y el 0.61% pertenecían a dos o más razas. Del total de la población el 1.28% eran hispanos o latinos de cualquier raza.